# Cattenom
Cattenom (în germană Kattenhofen, în luxemburgheză Kettenuewen) este o comună franceză situată în departamentul Moselle, în regiunea Grand Est. Se află în regiunea naturală Warndt.
Comuna este cunoscută în principal pentru centrala sa nucleară, precum și pentru faptul că reprezintă cel mai mare muzeu în aer liber al Liniei Maginot. Într-adevăr, în timpul edificării celebrului sistem de fortificații, un număr impresionant de lucrări militare de diverse tipuri și cu funcții variate a fost construit în pădurea comunală și în zonele învecinate, amenajate cu acest prilej ca un adevărat avanpost defensiv consolidat. Astfel, comuna Cattenom beneficiază de prezența a două proiecte majore de inginerie ale secolului al XX-lea.

## Geografie
Orașul este situat la aproximativ nouă kilometri nord-est de Thionville, la 42 km de Metz și la unsprezece kilometri de frontiera franco-luxemburgheză. Cattenom este renumit pentru întinderile sale de apă.

### Comune limitrofe
| Boust Breistroff-la-Grande |                        | Fixem Gavisse |
| Hettange-Grande            |                        | Malling       |
| Manom                      | Basse-Ham Kœnigsmacker |               |

### Hidrografie
Comuna este situată în bazinul hidrografic al Rinului, în cadrul bazinului Rin-Meuse. Este drenată de râul Moselle, de Moselle canalizat, de pârâul Kiesel, pârâul Warpich, pârâul Weihergraben, pârâul Ganzenbruch, pârâul Mirgenbach, pârâul Tenchebach și pârâul Waldgraben.
Moselle, cu o lungime totală de 560 de kilometri, dintre care 315 kilometri pe teritoriul Franței, își are izvorul în Masivul Vosgilor, la pasul Bussang, și se varsă în Rin la Koblenz, în Germania.
Moselle canalizat, cu o lungime totală de 135,2 km, își are izvorul în comuna Pont-Saint-Vincent și se varsă în Moselle la Kœnigsmacker, după ce traversează 61 de comune.
Pârâul Kiesel, cu o lungime totală de 18,7 km, izvorăște în comuna Kanfen și se varsă în Moselle pe teritoriul comunei, după ce traversează cinci comune.

### Climă
În 2010, clima comunei este de tip climat al marginilor montane, conform unui studiu al CNRS, bazat pe o serie de date aferente perioadei 1971-2000. În 2020, Météo-France a publicat o tipologie a climatului din Franța metropolitană, în care comuna este clasificată cu un climat semi-continental și se află în regiunea climatică Lorena, platoul Langres, Morvan, caracterizată printr-o iarnă aspră (1,5 °C), vânturi moderate și ceață frecventă în toamnă și iarnă.
Pentru perioada 1971-2000, temperatura medie anuală este de 9,9 °C, cu o amplitudine termică anuală de 16,7 °C. Cantitatea medie anuală de precipitații este de 828 mm, cu 12,7 zile de precipitații în ianuarie și 9 zile în iulie. Pentru perioada 1991-2020, temperatura medie anuală observată la stația meteorologică cea mai apropiată, situată în comuna Amnéville la 18 km distanță în linie dreaptă, este de 10,2 °C, iar cantitatea medie anuală de precipitații este de 884,1 mm.
Pentru viitor, parametrii climatici estimati pentru comună, pentru anul 2050, conform diferitelor scenarii de emisii de gaze cu efect de seră, pot fi consultati pe un site dedicat publicat de Météo-France în noiembrie 2022.

## Urbanism

### Tipologie
La 1 ianuarie 2024, Cattenom este clasificată drept târg rural, conform noii grile comunale de densitate în șapte niveluri, definită de INSEE (Institutul Național de Statistică și Studii Economice) în 2022. Comuna se află în afara unei unități urbane. De asemenea, comuna face parte din zona metropolitană a Luxemburgului (partea franceză), fiind o comună din coroana acesteia. Această zonă, care cuprinde 115 comune, este clasificată în categoriile de 700 000 de locuitori sau mai mult (exceptând Parisul).

### Utilizarea terenului
Ocuparea terenurilor din comună, așa cum reiese din baza de date europeană privind ocuparea biofizică a solurilor Corine Land Cover (CLC), este marcată de importanța suprafețelor agricole (39,4 % în 2018), în scădere față de anul 1990 (41,5 %). Repartiția detaliată în 2018 este următoarea: păduri (35,4 %), terenuri arabile (24,2 %), pajiști (12,8 %), ape continentale (12,6 %), zone industriale sau comerciale și rețele de comunicații (6,9 %), zone urbanizate (4,7 %), culturi permanente (1,2 %), terenuri agricole heterogene (1,1 %), mine, gropi de gunoi și șantiere (1 %), medii cu vegetație arbustivă și/sau ierboasă (0,1 %). Evoluția ocupării terenurilor în comună și a infrastructurilor sale poate fi observată pe diferitele reprezentări cartografice ale teritoriului: harta Cassini (secolul XVIII), harta de stat-major (1820-1866) și hărțile sau fotografiile aeriene ale IGN pentru perioada actuală (1950 până în prezent).

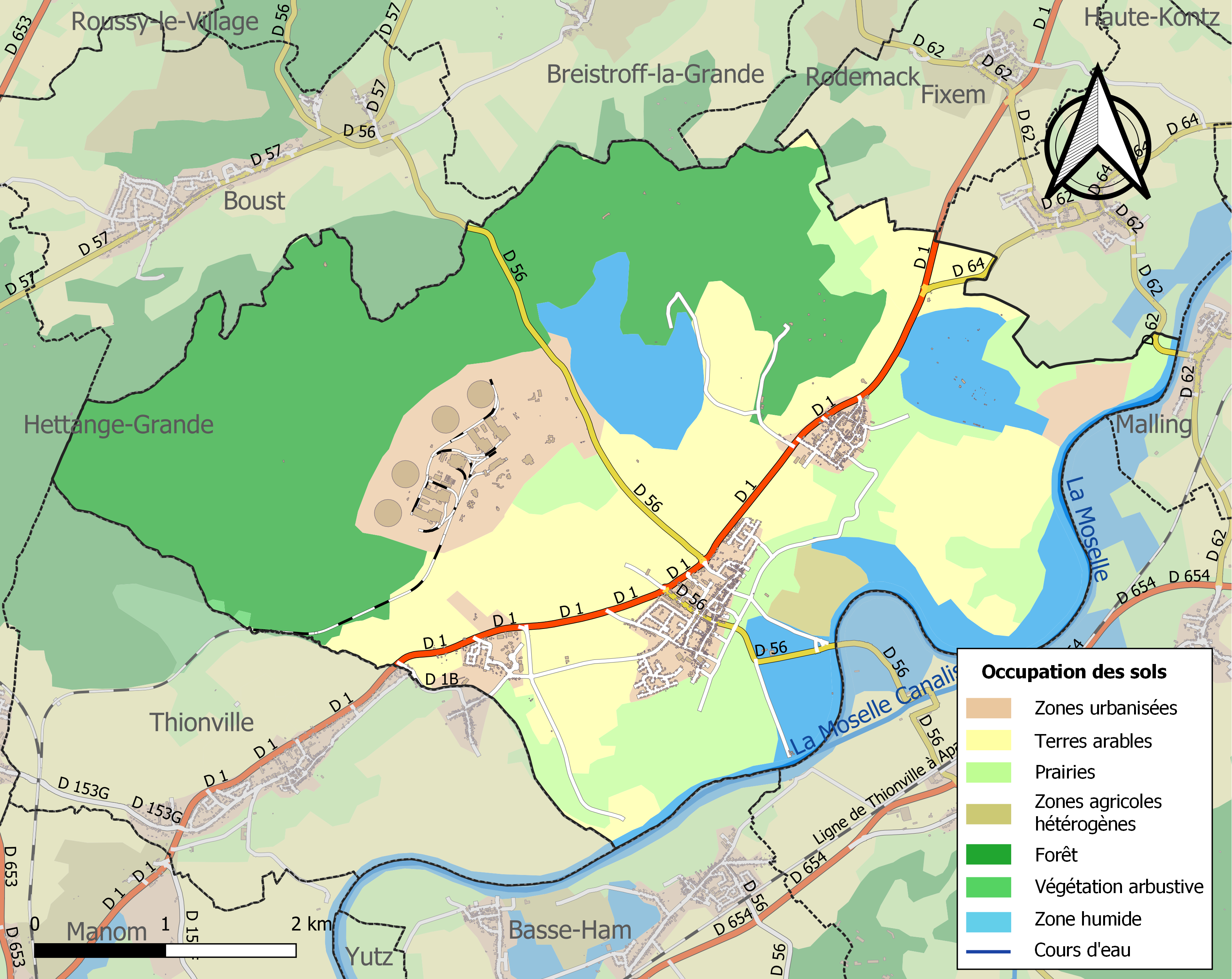
Harta infrastructurii și utilizării terenului a comunei în 2018 (CLC).

## Toponimie
Numele localității Cattenom este atestat sub diverse forme de-a lungul secolelor: Cathenem (1182), Kettenem (1214), Kettenhem (1329), Kettenheim (1400), Kerthenhem (1426), Katenem (1432), Kettenheim (1481), Keluchem / Ketenhon / Cetenhem / Kentuchen / Kettenoffen (1544), Kettenhoven (1568–1570), Cettenhouen (1589), Kattenhous (1594), Catnum (secolul al XVI-lea), Katenom (1668), Catnom (1685), Kethenoven (1686), Cathenom (pe harta Cassini), Cattenom (1793). De altfel, în secolul al XIX-lea, Cattenom era cunoscut și sub denumirea poștală de Kettenhowen.
Primul element al toponimului este probabil antroponimul germanic Catto, regăsit și în Catonvielle sau Chatonrupt. Al doilea element pare să provină din termenul germanic haim, care înseamnă „focar, sat” (cf. germ. Heim). Se pare că o formă în -hof / -hoven („curte, fermă”) a coexistat, așa cum se întâmplă uneori în toponimie; în acest caz, este vorba de o pereche toponimică. Există omonimie cu localitatea Kettenheim din Renania-Palatinat (Germania).
Potrivit lui Ernest Nègre, Cattonhem ar fi devenit Catten(h)om prin intervertirea vocalelor o și e.
În germană Kattenhofen. În francica lorenă, orașul este numit tradițional Kättewen de către locuitori, precum și Kättenuewen în localitățile vecine de pe malul stâng al Mosellei și Kättenowen în cele de pe malul drept. În Luxemburg, orașul este numit Kettenuewen.

## Istorie

### Preistorie
În punctul numit Unterhausen (cartierul rezidențial Les Tanneurs), săpăturile arheologice preventive au scos la iveală o așezare rurală datând din neoliticul timpuriu și din sfârșitul epocii bronzului.

### Antichitate
La Sentzich, în anul 2000, în locul numit Seeveren, săpături preventive au scos la lumină două gropi circulare, datate din epoca La Tène, care ar putea fi interpretate ca silozuri, precum și fragmente de ceramică. Locul se află în zona de suprapunere a ariei de influență a mediomatricilor în sud și a treverilor în nord.
Marea cale romană care lega Divodurum Mediomatricorum (Metz) de Augusta Treverorum (Trier), pe malul stâng al Mosellei, traversează pădurea din Cattenom și constituie una dintre limitele vestice ale comunei. Se consideră că un diverticulum între această cale și drumul principal de pe malul drept traversa Mosellea între Cattenom și Basse-Ham.

### Evul Mediu
Săpături arheologice realizate în anul 2022 au scos la iveală, la Cattenom, un cimitir datând din perioada dinastiei merovingiene.
Senioria Cattenom cuprindea satele Breisdorf (parțial), Boler, Evingen, Hettingen-la-Grande, Kœking, Sentzig, Sœterich, precum și părți din Boust, Garsch, Roussy-Bourg și Roussy-Village. Ea aparținea casei ducale de Limbourg și a fost integrată comitatului Luxemburg abia în anul 1214, cu ocazia căsătoriei lui Waleran de Limbourg cu contesa Ermesinde, moștenitoarea comitatului Luxemburg și văduva contelui Theobald de Bar. Până la această căsătorie, Cattenom făcea parte din comitatul Arlon.
După unirea comitatului Arlon cu cel al Luxemburgului, în 1214, senioria Cattenom a dispărut ca entitate distinctă, fiind integrată teritoriului numit „prévôté” de Thionville.
- Cattenom a fost sediul unei parohii din cadrul arhiprezbiteriatului Thionville, aflată în subordinea abației Munster din Luxemburg[18];
- A fost o seniorie domenială, posesie a regilor Spaniei și a ducilor de Luxemburg;
- Se afla sub jurisdicția arhiepiscopiei de Trier: în 1324, la Katenhem, în marca Estault, aveau loc întâlniri amiabile între orașul Metz și arhiepiscopul de Trier[18];
- În anul 1400, Cattenom era sediul unei comandorii a Ordinului Teutonic (Deutschenhaus)[18];
- În Evul Mediu, Cattenom făcea parte din prévôté-ul Thionville. În jurul anului 1000, a fost atașată domeniului care va deveni ducatul Luxemburg. Orașul a fost anexat Statului Burgund în 1462[27];
- Târgul de la Cattenom era considerat cel mai important din ducat.

### Epoca modernă și contemporană
În anul 1638, fosta seniorie, fiind înstrăinată de stat cu titlu de engagère în favoarea lui Guillaume de la Marguille, senior de Copel, a reapărut ca entitate distinctă, cu teritoriul și prerogativele sale anterioare.
La acea vreme, senioria era compusă din târgul Kettenhoven (Cattenom), satele Boler, Breisdorf-la-Grande, Sentzig, Kœking și un număr de case în satele Roussy-le-Bourg și Roussy-le-Village.
Comuna a trecut sub dominație franceză în anul 1643, după victoria prințului de Condé la Thionville. A fost feudă a lui Valter de Meuerbourg până la Revoluție.
La 29 aprilie 1814, cincizeci și una de case din Sentzich au ars în urma imprudenței unui soldat hessian, care, trăgând cu pușca spre cocoșul de pe turnul bisericii, a aprins un acoperiș din stuf.
În anul 1817, în Cattenom — sat pe malul Mosellei înconjurat de ziduri — trăiau 1 015 locuitori, distribuiți în 190 de case. În aceeași perioadă, la Sentzich locuiau 739 de persoane în 127 de case.

### Al Doilea Război Mondial
Între 1930 și 1940, au fost amenajate lucrările militare defensive ale Liniei Maginot. Populația orașului a crescut considerabil datorită prezenței muncitorilor implicați pe numeroasele șantiere, precum și prin amenajarea taberei de securitate de la Cattenom, dotată cu echipamente colective, barăci pentru soldați și vile pentru cadrele de specialitate și familiile acestora. Acest cazarmament era cunoscut sub numele de cartier Boler. A fost ocupat de unități ale Kriegsmarine în perioada anexării la cel de-al Treilea Reich.
În septembrie 1939, la momentul declarării războiului, populația din Sentzich a fost evacuată. În mai 1940, a venit rândul locuitorilor civili din Cattenom să fie evacuați din zona de conflict.
În 1944, între 9 și 14 noiembrie, pădurea din Cattenom a fost punctul de plecare al traversării râului Moselle de către Divizia 90 Infanterie americană, cunoscută și sub denumirea de „Texas-Oklahoma”. Vegetația deasă și lucrările Liniei Maginot au fost folosite pentru a camufla trupele și echipamentele. În timpul acestei bătălii, un pod plutitor a fost instalat pe râu pentru a permite trecerea materialului greu și a proviziilor către malul drept. Luptele s-au desfășurat în condiții extrem de dificile: Moselle era în revărsare, câmpia complet inundată, iar vremea era cumplită (ploaie, vânt, frig). Observatorul (blocul 5) lucrării fortificate Galgenberg, care domină câmpul de luptă, pare să fi fost utilizat în urma unei recunoașteri efectuate de ofițeri ai Regimentului 359 Infanterie. Aceștia au reușit să pătrundă în interiorul fortificației prin deschiderea de tip JM/AC 47 avariată de la intrarea pentru muniții. Ultimii ocupanți germani procedaseră, de altfel, la sabotarea tunurilor antitanc ale lucrării.

## Populația și societatea

### Date demografice
Evoluția numărului de locuitori este cunoscută prin recensămintele populației efectuate în comună începând din 1793. Pentru comunele cu mai puțin de 10 000 de locuitori, un recensământ al întregii populații este realizat la fiecare cinci ani, populațiile legale pentru anii intermediari fiind estimate prin interpolare sau extrapolare.
În 2022, comuna număra 2 593 locuitori, în scădere cu -3,75 % față de 2016 (Moselle: +0,52 %, Franța fără Mayotte: +2,11 %).
| An        | 1793 | 1821 | 1841  | 1861  | 1875 | 1885 | 1900 | 1921 | 1936  | 1962  | 1982  | 2006  | 2014  | 2022  |
| --------- | ---- | ---- | ----- | ----- | ---- | ---- | ---- | ---- | ----- | ----- | ----- | ----- | ----- | ----- |
| Populație | 866  | 916  | 1 100 | 1 163 | 943  | 885  | 784  | 850  | 1 238 | 1 121 | 2 209 | 2 517 | 2 775 | 2 593 |

## Cultură locală și patrimoniu

### Locuri și monumente

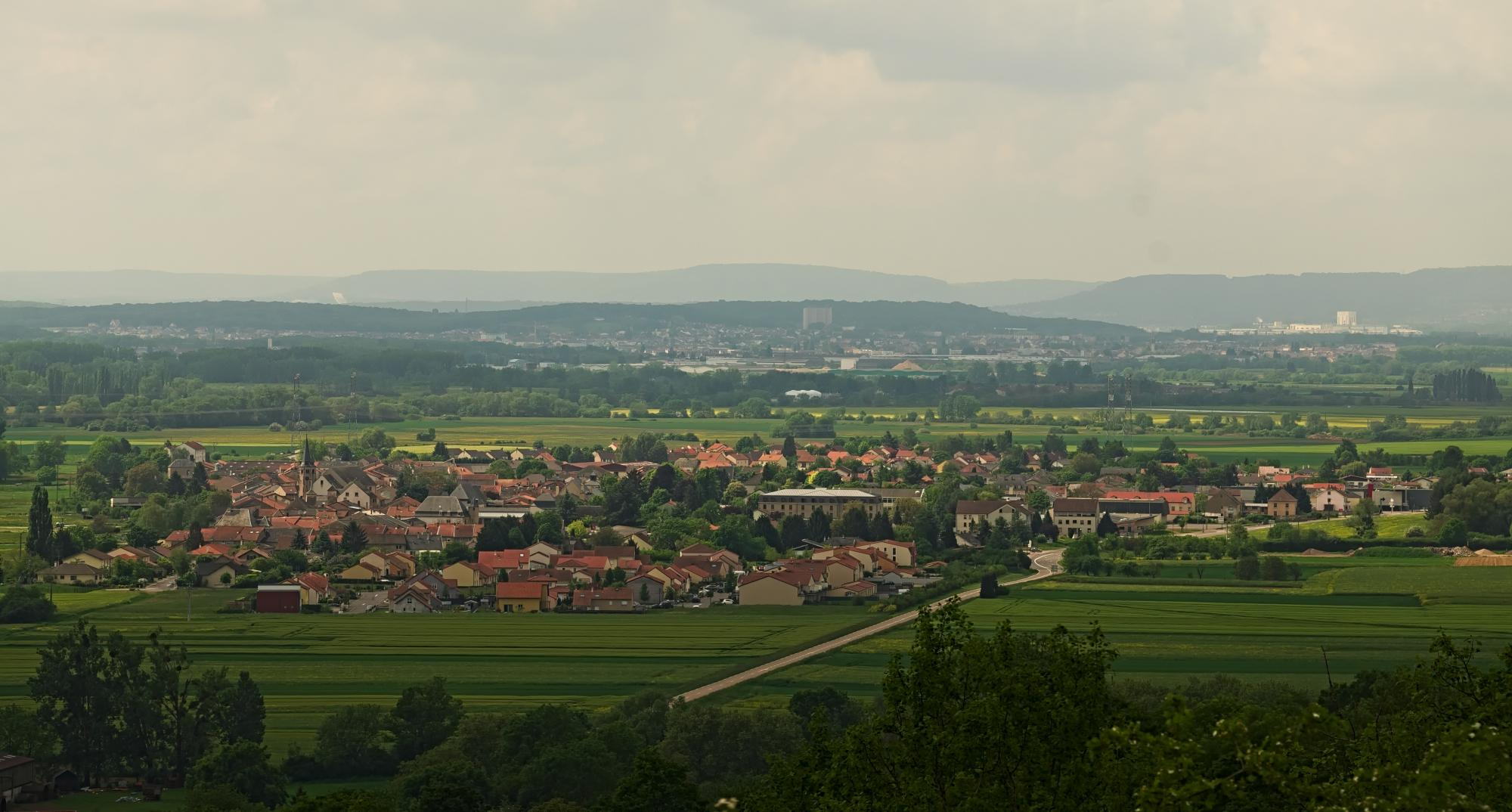
Panoramă asupra Cattenom, Yutz și văii Mosellei de pe vârful Galgenbergului

#### Locuri
- Vârful colinei Galgenberg – în franceză, mont de la Potence („Muntele Spânzurătorii”) – este un promontoriu vizibil de la distanță, care, în vremuri vechi, ar fi servit drept loc de expunere a condamnaților la moarte. La fața locului este încă vizibilă baza unei cruci. Situat la altitudinea de 238 m, Galgenberg oferă o perspectivă unică asupra văii Mosellei. Panorama se întinde de la Luxemburg (în stânga) până în Germania, trecând prin înălțimile de la Sierck-les-Bains, Kœnigsmacker și valea Cannerului, Yutz și Thionville. Pe timp senin, de aici poate fi observat și turnul de radiocomunicații de pe mont Saint-Quentin din Metz. De asemenea, se pot vedea elemente caracteristice ale blocului-observator nr. 5 al lucrării fortificate Galgenberg, construită ca parte a Liniei Maginot. O masă de interpretare istorică amenajată pe vârful colinei oferă informații despre evoluția sistemului de fortificații din sectorul Thionville (inclusiv Festen și Linia Maginot), precum și despre bătălia purtată aici de armata americană în 1944 pentru traversarea Mosellei.

#### Clădiri civile
- Trecerea unei drum roman;

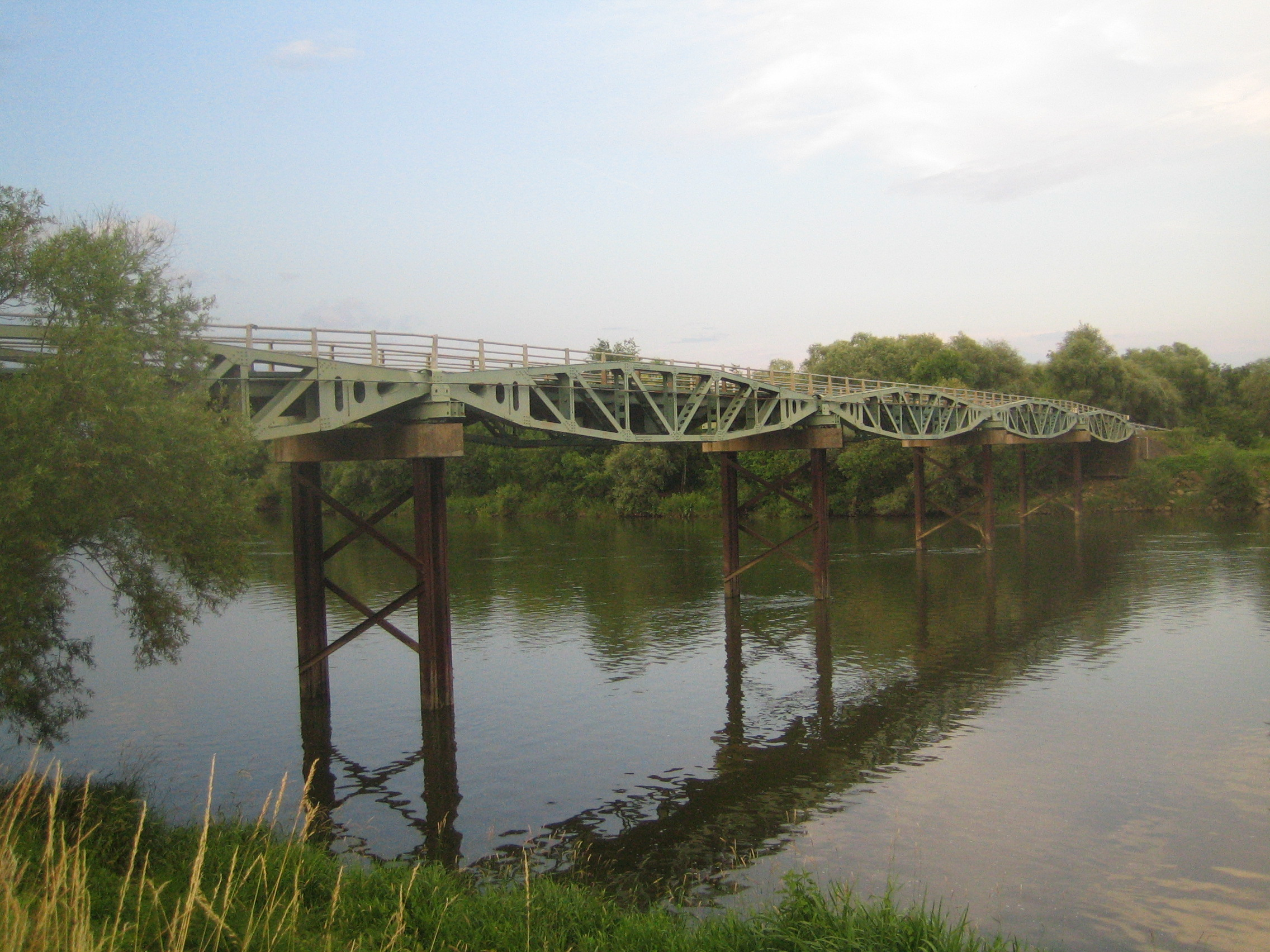
Podul din Cattenom, compus din elemente ale unui port artificial de tip Whale

- Castel din secolele al XIV-lea – al XV-lea, aparținând cavalerilor teutoni; a fost ocupat de trupele burgunde în anul 1443;
- Trei case burgheze din secolele al XVII-lea – al XVIII-lea.
- Podul dintre Cattenom și Kœnigsmacker este alcătuit din vechi secțiuni plutitoare Whale provenite de la portul Mulberry din Arromanches, instalat în timpul celui de-al Doilea Război Mondial, după Debarcarea din Normandia, și reutilizate aici.
- Centrala nucleară Cattenom, pusă în funcțiune între 1987 și 1991, este a 7-a centrală nucleară din lume ca putere instalată (patru reactoare de câte 1 300 MW) și a 2-a din Franța ca producție (34 000 miliarde de wați în 2009, ceea ce reprezintă 8 % din producția EDF).

==== Clădiri religioase
- Biserica parohială Saint-Martin: inițial capela Saint-Étienne a Ordinului Teutonic, construită în secolele al XI-lea și al XII-lea, demolată în 1830, cu excepția corului și a turnului-clopotniță, care sunt înscrise pe lista monumentelor istorice prin ordinul din 22 octombrie 1991[37]. Deasupra vechii capele au fost ridicate noul cor și turnul-clopotniță, lucrările fiind finalizate în 1831. Această biserică a devenit parohia Saint-Martin, înlocuind vechea biserică situată pe actualul amplasament al cimitirului. Este dotată cu o orgă construită de Aristide Cavaillé-Coll (1857), având două claviaturi cu 54 și 37 de note și un pedalier cu 30 de note[38].
- Biserica parohială Saint-Rémi din Husange: biserică parohială pentru cătunul Husange și cătunele Kœking și Garche (comuna Thionville), construită în 1708 (data este înscrisă pe linteul portalului), restaurată în 1726 (data înscrisă pe primul contrafort sudic). Ultimul nivel al turnului-clopotniță, portalul, plafoanele navei și ale colateralelor, decorațiunile din stuc refăcute, precum și sacristiile au fost construite în 1881 (dată înscrisă pe portal).
- Biserica parohială Saint-Jacques din Sentzich: construită în 1828 (data este inscripționată pe fațada vestică). Data 1846, inscripționată pe cheia de boltă a porții de la absidă, amintește probabil ridicarea crucii care o surmontează. Turnul-clopotniță datează din ultimul sfert al secolului al XIX-lea.
- Osuar: situat sub capela cimitirului, este înscris pe lista monumentelor istorice prin ordinul din 23 noiembrie 1987[39].
- Sinagoga din Sentzich: construită în secolul al XIX-lea; transformată în atelier de tâmplărie în secolul al XX-lea, se află pe rue de la Synagogue.

#### Clădiri militare
Comuna adăpostește pe teritoriul său mai multe fortificații ale Liniei Maginot. În timpul elaborării proiectului acestei linii de apărare, s-a recunoscut importanța strategică a includerii pădurii și a înălțimilor sale în teritoriul apărat, pentru a evita ca adversarul să se instaleze acolo în caz de război și să controleze văile Mosellei și ale Cannerului cu artileria. Prin urmare, a fost amenajat un salient în traseul liniei, iar pentru a-i limita vulnerabilitatea (posibilitatea de a fi atacat din două părți), a fost realizată o concentrare inedită și impresionantă de fortificații într-un perimetru restrâns. Astfel, pe teritoriul comunei Cattenom se află cinci lucrări fortificate majore:
- Fortificația Kobenbusch
- Fortificația Oberheid
- Fortificația Galgenberg
- Fortificația Sentzich
- Fortificația Bois Karre

Pe lângă aceste lucrări, au fost amenajate și:
- o cazemată de infanterie (Sonnenberg),
- două adăposturi de suprafață pentru trupe (în pădurea Cattenom și la Rippert),
- un observator,
- numeroase blockhaus-uri mici menite să întărească linia frontului.

În locul unde se află astăzi centrala nucleară, exista pe vremuri o cazarmă de timp de pace destinată găzduirii militarilor. Alte lucrări fortificate fuseseră planificate pentru întărirea salientului, dar, din lipsă de fonduri, nu au mai fost construite.
Prin adăugarea construcțiilor situate pe teritoriile comunelor vecine (Boust și Breistroff-la-Grande), aflate în imediata apropiere (adăpostul din pădurea Bois Karre, cazematele din Basse-Parthe, blocurile de luptă ale fortificației Kobenbusch), această densitate mare de lucrări fortificate cu funcții diferite face din pădurea comunală Cattenom și pădurea domanială Garche cel mai mare muzeu în aer liber al Liniei Maginot.